# Kurt Schröder (Politiker)
Kurt Schröder (* 13. Dezember 1906 in Bad Hersfeld; † 6. September 1964 in Frankfurt am Main) war ein deutscher Verwaltungsbeamter und Politiker (SPD).

## Leben und Beruf
Kurt Schröder war der Sohn des Lagerhalters und späteren preußischen sozialdemokratischen Landtagsabgeordneten Karl Schröder. Nach der Primareife am Reform-Realgymnasium in Osterode am Harz durchlief er 1925/26 ein Volontariat beim Landratsamt in Osterode. Er absolvierte von 1927 bis 1930 eine Ausbildung beim Polizeipräsidium Hannover für die Laufbahn der oberen Polizeiverwaltungsbeamten, trat dann in den kommunalen preußischen Staatsdienst ein und war bis 1945 auch im Reichsdienst tätig.
Schröder arbeitete von 1945 bis 1947 als Abteilungsleiter beim Kassenverband der AOK Osterode. Er wechselte anschließend in den Landesdienst, war 1947/48 zunächst im niedersächsischen Innenministerium tätig und wurde schließlich Leiter des Ordnungsamtes im Landkreis Osterode. Außerdem war er seit 1946 Vorstandsmitglied bzw. Aufsichtsratsvorsitzender des Spar- und Bauvereines eGmbH Osterode sowie seit 1950 Aufsichtsratsmitglied der Gemeinnützigen Kreiswohnungsbaugesellschaft mbH Osterode.

## Partei
Schröder schloss sich 1921 der Sozialistischen Arbeiter-Jugend (SAJ) an und war von 1928 bis 1933 Vorsitzender des SAJ-Bezirksverbandes Hannover. 1925 trat er in die SPD ein. Am 15. November 1937 beantragte er die Aufnahme in die NSDAP und wurde rückwirkend zum 1. Mai desselben Jahres aufgenommen (Mitgliedsnummer 5.961.039).

## Abgeordneter
Schröder gehörte dem Deutschen Bundestag von 1957 bis zu seinem Tode an. Er zog zunächst über die Landesliste Niedersachsen ins Parlament ein und errang 1961 ein Direktmandat im Wahlkreis Harz.

## Öffentliche Ämter
Schröder amtierte von 1950 bis 1961 als Oberkreisdirektor des Kreises Osterode.